# Azijski kozliček
Azijski kozliček (znanstveno ime Anoplophora glabripennis) je vrsta hrošča iz družine kozličkov, izvorno razširjena v Vzhodni Aziji, ki je bila konec 20. stoletja prek mednarodnih trgovskih poti vnešena v Severno Ameriko in Evropo. Ličinke se prehranjujejo z vrtanjem po lesu in lahko zaradi svoje velikosti uničijo tudi zdrava drevesa, zato velja azijski kozliček za škodljivca v gozdarstvu.

## Telesne značilnosti
Odrasli so razmeroma veliki, v dolžino dosežejo med 1,5 in 4 cm ter so vpadljivo obarvani, z bleščeče črno osnovno barvo, posuto z neenakomerno razporejenimi belimi ali rumenkastimi pikami. Tipalnice so dolge, na vsakem členu imajo belo-moder pas. Tudi noge imajo lahko rahel iridescenčno moder odtenek. Velikost in obarvanost sta zelo raznolika, predvsem starejše samice so običajno temnejše, z manj belimi pikami. Samice so običajno nekoliko večje od samcev in imajo proporcionalno krajše tipalnice.
Na prvi pogled je podoben drugemu azijskemu kozličku vrste Anoplophora chinensis, prav tako invazivnemu škodljivcu v gozdarstvu, ki pa ga je možno enostavno ločiti po tem, da ima motno črno obarvanost skeleta namesto bleščeče. Podobni so tudi nekateri ameriški kozlički iz rodu Monochamus, a so bistveno manjši in izletavajo prej.
Ličinke azijskega kozlička so praktično identične tistim pri ostalih kozličkih, v dolžino zrastejo do 5 cm in imajo širok, ploščat ščitek (pronotum) na oprsju ter močno otrdele, črne mandibule, s katerimi grizejo po lesu.

## Življenjski krog in vedenje
Razvoj traja eno do dve leti, običajno se dlje razvijajo tisti, ki živijo v severnem delu območja razširjenosti. Samica poleti ali zgodaj jeseni v lubje izgloda jamico in izleže eno jajčece v floem tik pod njim. Najprej se usmerijo na debelejše veje visoko v krošnji, na močno napadenih drevesih pa preidejo nižje do glavnega debla. Domnevajo, da samice izločajo feromon, ki služi za označevanje mesta odlaganja jajčec, kar preprečuje konflikte med ličinkami.
Ob ustrezno visoki temperaturi se ličinka izleže v približno dveh tednih, jajčeca, odložena proti koncu sezone pa mirujejo in prezimijo. Ko ličinke dosežejo primerno velikost, se zabubijo, pred tem pa se pet- ali večkrat levijo. Stadij bube traja približno dva tedna do mesec in pol, odvisno predvsem od temperature. Ko je preobrazba končana, odrasli še do en teden mirujejo da jim dokončno otrdi skelet, nato pa naslednjih nekaj dni glodajo luknjo do površja. Mesto napada je prepoznavno po luknjah, v katerih so samice izlegle jajčeca ter kasneje po izletnih odprtinah z gladkimi robovi in premerom enega centimetra. Okrog izhodnih lukenj in pod drevesom so žagovini podobni izločki ličink.
Običajno izletavajo junija in julija, posamezni osebki pa še do septembra. Kot odrasli živijo približno pol leta in se v tem času večkrat parijo; samec po parjenju nekaj ur straži samico in odganja tekmece. Najaktivnejši so v večernem mraku, pri čemer pa običajno ne letijo daleč in se zadržujejo v krogu nekaj 100 metrov od kraja, kjer so se izlegli. Samica tekom svojega življenja odloži okrog 50 jajčec. V splošnem na preživetje in trajanje življenjskega kroga najbolj vplivata temperatura in primernost gostitelja, v katerem se razvija ličinka.

## Ekologija in razširjenost
Azijski kozlički napadajo več kot 100 različnih vrst listavcev, preferirajo pa javorje, topole, vrbe in breste. Ličinke vrtajo po drevesni belini in strženu, tudi v zdravih drevesih, kar jim omogoča črevesna flora simbiontskih bakterij, ki pomaga prebavljati lignin in celulozo. Poleg zdravih dreves jih najdemo tudi v bolnih drevesih in sveži hlodovini. Odrasli se prehranjujejo s kambijem manjših vej in listnimi peclji. Zaradi vrtanja ličink najprej odmrejo veje, ob nadaljevanju napada pa po nekaj letih celotno drevo.
Vrsta je izvorno razširjena po Kitajskem in na Korejskem polotoku ter Tajvanu. Leta 1996 so jo odkrili na vzhodu Združenih držav Amerike, kamor so jo verjetno zanesli z leseno embalažo s Kitajske. Prva najdba v Evropi datira v leto 2001 v Avstriji; odtlej je bila prisotnost potrjena še v več drugih državah, zlasti v bližini mednarodnih pristanišč oz. distribucijskih centrov. Ker obstaja tveganje, da se bodo živali razširile v divjino, izvajajo na območjih, kjer je bila potrjena njihova prisotnost, intenzivne programe monitoringa in zatiranja.

### Kot škodljivec
Azijski kozliček velja za hudega škodljivca, ki povzroča gospodarsko škodo v nasadih dreves, gozdovih in okrasnih drevesih v naseljih. Napadena drevesa slabijo, listje rumeni in lomijo se veje, nazadnje odmre celo drevo. To zmanjšuje prihodek, v naseljih pa predstavlja nevarnost za uporabnike javnih površin, zasajenih z drevesi. Tudi na Kitajskem je eden najpomembnejših škodljivcev v nasadih topolov, kjer je dobil vzdevek »požar brez dima«.
Zgodnje faze napada je težko zaznati, saj so luknje, ki izdajajo prisotnost ličink, sprva omejene na višje dele krošnje in jih običajno opazijo le izkušeni gozdarji s plezanjem ali daljnogledom. Težavne za detekcijo so tudi ličinke, skrite v lesu med prevozom. Za detekcijo so v uporabi različne tehnike, kot so pregledovanje dreves, feromonske pasti za samice, raziskujejo pa tudi inovativne metode, kot so treniranje slednih psov z vonjem in zaznavanje vibracij, ki jih ob grizenju v notranjosti povzročajo ličinke.
Najpomembnejši pri preprečevanju napada so karantenski ukrepi pri uvozu lesnega materiala in sadik. Ti so bili razglašeni na več območjih Združenih držav Amerike, kjer so bili odkriti azijski kozlički, in na ravni celotne Evropske unije. Najučinkovitejša metoda zatiranja je žaganje in mletje okuženih dreves oz. vej. Na izpostavljenih območjih se izvaja tudi preventivno škropljenje s pesticidi (predvsem neonikotinoidi), katerega učinkovitost pa je vprašljiva in predstavlja tveganje za netarčne organizme. Alternativa, ki jo trenutno raziskujejo, je biološki nadzor z naravnimi sovražniki. Še dolgoročnejši ukrep je sajenje odpornejših kultivarjev oz. križancev gostiteljskih dreves, kar je trend predvsem na Kitajskem.